# 洛斯普埃托斯德阿爾塔格拉西亞
洛斯普埃托斯德阿爾塔格拉西亞（西班牙語：Los Puertos de Altagracia），是委內瑞拉的城鎮，位於該國西北部蘇利亞州，是米蘭達市的首府，處於馬拉開波湖東岸，始建於1529年9月8日，海拔高度10米。